# Fusión en burbujas
La fusión en burbujas, también conocida como "sonofusión", es el nombre no técnico para una reacción de fusión nuclear que algunos investigadores creen que ocurre durante una versión de alta presión de la sonoluminiscencia, una forma extrema de la cavitación acústica. En el ámbito técnico, esta eventual reacción se denomina "fusión acústica de confinamiento inercial", ya que la inercia de la pared de la burbuja serviría para confinar la energía, causando un aumento extremo de temperatura. Las altas temperaturas que la sonoluminiscencia puede producir son la razón de que se considere la posibilidad de que podría ser un medio para lograr la fusión termonuclear.

## Experimentos

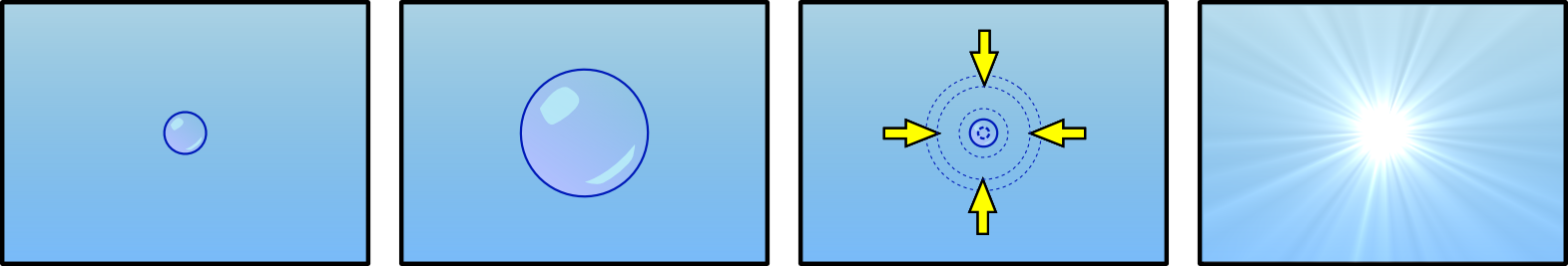
Esquema del fenómeno de sonoluminiscencia. De izquierda a derecha: aparición de una burbuja, expansión lenta, contracción rápida y emisión de luz.

La patente de Estados Unidos 4,333,796, presentada por Hugh Flynn en 1978, parece ser la primera referencia documentada a una reacción de sonofusión.
El 8 de marzo de 2002, mediante un artículo publicado en la revista científica Science, Rusi P. Taleyarkhan y sus colegas en el Oak Ridge National Laboratory (ORNL) informaron que los experimentos de cavitación acústica realizados con acetona deuterada, mostraban que las mediciones de tritio y neutrón eran consistentes con la ocurrencia de fusión. También se indicó que la emisión de neutrones era coincidente con el pulso de sonoluminiscencia, un indicador clave que su fuente era la fusión provocada por la sonoluminiscencia.
Las simulaciones por ondas de choque parecían indicar que la temperatura en el interior de las burbujas colapsantes pudieran alcanzar 10 megakelvins, es decir, tan caliente como el centro del Sol. Un estudio realizado en el año 2008 ha aportado datos demostrando que la temperatura de las burbujas se encuentra por encima de los 100,000 K y una dependencia de presión que indicaba temperaturas por encima de un millón de K que se podía esperar en condiciones de sonofusión. Aunque el aparato funciona en una habitación con temperatura ambiente, este fenómeno no es lo que se denomina fusión fría (como comúnmente se denomina en la prensa popular), porque las reacciones nucleares ocurrirían a temperaturas muy altas en el núcleo de implosión de las burbujas.
Los investigadores usaron un pulso de neutrones con el fin de nuclear ("semillas") las burbujas diminutas, mientras que la mayoría de los experimentos comenzaron con burbujas pequeñas de aire ya existente en el líquido. Usando este nuevo método, el equipo de investigadores fue capaz de producir burbujas estables que se podían expandir cerca de un milímetro de radio antes de colapsar. De esta manera, los investigadores aseguraron que eran capaces de crear las condiciones necesarias para producir presiones y temperaturas muy altas. La sensibilidad de la tasa de fusión a la temperatura, que es una función de cuan pequeñas las burbujas pueden hacerse cuando se colapsan, en combinación con la posible sensibilidad de este último en encontrar detalles experimentales, puede explicar el hecho de que algunos investigadores han reportado ver un efecto, mientras que otros no.
Taleyarkhan y sus colaboradores prepararon experimentos idénticos en acetona no deuterada (normal) y no observaron las emisiones de neutrones o la producción de tritio. Taleyarkhan afirma que su interés por la fusión en burbujas comenzó a raíz de una charla en sobremesa con un amigo, el Dr. Mark Embrechts, en 1995.

## Falla en reproducir los experimentos en Oak Ridge
Los resultados fueron tan sorprendentes que el Oak Ridge National Laboratory pidió a dos investigadores independientes, D. Shapira y M. J. Saltmarsh, repetir el experimento usando equipos de detección de neutrones más sofisticados. Este estudio concluyó  que la liberación de neutrones era compatible con una coincidencia al azar.
Una reproducción realizada por Taleyarkhan y los otros autores del reporte original detectó que el reporte de Shapira y Saltmarsh había fallado en tener en cuenta diferencias significativas en la configuración experimental, incluyendo más de una pulgada de blindaje entre el detector de neutrones y la acetona. De acuerdo con Taleyarkhan y sus colaboradores, cuando se tiene en cuenta correctamente estas diferencias, los resultados son consistentes con la fusión.
Además, Galonsky ha mostrado que por el propio detector de calibración de Taleyarkhan, los neutrones observados tenían una energía  demasiado alta para ser producto de una reacción de fusión deuterio-deuterio (d-d). En un comentario de réplica, Taleyarkhan dijo que la energía es "razonablemente cercana" de lo que se espera.
En febrero de 2005, el documental de BBC, Horizon, le encargó a dos investigadores principales de la sonoluminiscencia, Seth Putterman y Ken Suslick, que intentaran reproducir el trabajo de Taleyarkhan. Utilizando parámetros acústicos similares, acetona deuterada, una nucleación de burbujas similares, y un dispositivo de detección de neutrones más sofisticado, los investigadores no pudieron encontrar evidencia de una reacción de fusión. Este trabajo fue revisado por un equipo de cuatro científicos, incluyendo un experto en sonoluminiscencia y un experto en la detección de neutrones, quien también concluyó que ninguna evidencia de fusión podía ser observada. Suslick había trabajado previamente en el problema con Yuri Didenko, y habían concluido que la compresión sonora causaba reacciones químicas endotérmicas dentro de las burbujas, haciendo muy difícil que la burbuja pudiera alcanzar la temperatura de fusión.

## Informes subsiguientes de la replicación
En el 2004, nuevos informe de fusión en burbujas fueron publicados por el grupo de Taleyarkhan, diciendo que los resultados de experimentos anteriores habían sido reproducidos bajo condiciones experimentales más estrictas.
Estos resultados difieren de los resultados originales en que la fusión se estaba produciendo en un marco de tiempo mucho más largo de lo que se informó anteriormente. El informe original solo mostraba la emisión de neutrones del colapso inicial de burbujas seguido de la nucleación de burbujas, mientras que este nuevo informe mostraba la emisión de neutrones con ciclos acústicos más tarde. Los datos, sin embargo, fueron menos estrictos ya que una ventana muy grande de medición se utilizó para determinar una coincidencia entre la emisión de neutrones y la emisión de luz sonoluminiscente. Por otra parte, la energía de los neutrones detectados no eran compatible con los neutrones producidos por una reacción de fusión.
En julio del 2005, dos estudiantes de Taleyarkhan en la Universidad Purdue publicaron pruebas confirmando los resultados anteriores. Usaron la misma cámara acústica, la misma acetona deuterada y una nucleación de burbujas similar. En este informe, no se intentó medir coincidencia de neutrones sonoluminiscentes. Una vez más, las energías de los neutrones medidos no fueron compatibles con los neutrones producidos por una reacción de fusión de d-d. Se plantearon acusaciones de mala conducta, y la Universidad Purdue abrió una investigación. Se concluyó en el 2008 que el nombre de Taleyarkhan debería aparecer en la lista de autor debido a su implicación profunda en muchos pasos en la investigación, que él había agregado un autor que no había participado realmente en el informe solo para superar la crítica de un crítico, y que esto fue parte de "un intento de falsificar el registro científico por la afirmación de una confirmación independiente." La investigación no se refirió a la validez de los resultados experimentales.
En enero de 2006, un artículo publicado en la revista Physical Review Letters por investigadores del Instituto Politécnico Rensselaer informaron evidencias estadísticas de la fusión: El informe de prensa inicial, sin embargo, muestra que la reacción no trabaja siempre correctamente y no se conoce que parámetros cambian para causar la reacción para funcionar correctamente o para no funcionar para nada.
En noviembre de 2006, en medio de acusaciones formuladas a Taleyarkhan con relación a sus normas de investigación, el Dr. Edward R. Forringer y los estudiantes David Robbins y Jonathan Martin de la Universidad LeTourneau presentaron dos artículos en la Reunión Nuclear Americana que informaban su éxito en reproducir las emisiones de neutrones durante una visita al laboratorio de fluidos metaestable en la Universidad Purdue. Su montaje experimental fue similar a los experimentos anteriores en que se usó una acetona deuterada, benceno deuterado, tetracloroetileno y nitrato de uranilo. Cabe destacar, sin embargo, se operó sin una fuente externa de neutrones y se utilizaron dos tipos de detectores de neutrones. Se vio que un detector de centelleo líquido medía niveles de neutrones unas 8 desviaciones estándar por encima del nivel de fondo, mientras que los detectores de plástico midieron niveles 3.8 de desviaciones estándar por encima del fondo. Cuando el mismo experimento fue realizado sin líquido de control no deuterado, las medidas estaban dentro de una desviación estándar del fondo, indicando que la producción de neutrones había solo ocurrido durante la cavitación del líquido deuterado.
En el 2005, tres científicos rusos, Smorodov E., Galiakhmetov R., Ilgamov M. llevaron a cabo experimentos en comprensiones de choque de burbujas de deuterio en glicerina. Los resultados fueron publicados en la monografía "La física y la química de la cavitación" (2008), dónde ellos demostraron la existencia de producción de neutrones, que indica el inicio de la reacción de fusión nuclear en el plasma de deuterio. Esto permite la creación de tipos fundamentalmente nuevos de reactores de fusión nuclear y la creación de nuevos tipos de fuentes de neutrones.

## Dudas impulsan la investigación
Informes tan espectaculares como los anteriores despiertan muchas dudas. En marzo del 2006, Nature publicó un "informe especial" "silenciando la exageración" que pone en tela de juicio la validez de los resultados de los experimentos de Purdue. El informe cita a Brian Naranjo de la Universidad de California, en el sentido que los espectros medidos en estos experimentos de sonofusión son coherentes con la desintegración radioactiva del equipo del laboratorio y por lo tanto no es fiable demostrar la presencia de reacciones nucleares.
La respuesta de Taleyarkhan y sus colaboradores, publicada en Physical Review Letters, intenta refutar la hipótesis de Naranjo sobre la causa de los neutrones detectados.
Había dudas en la Universidad Purdue en la facultad de Ingeniería en cuanto a sí los resultados positivos informados por experimentos de sonofusión conducidos allí habían sido veraz de la universidad para iniciar una crítica de la investigación, dirigida por el vicepresidente de Investigación. El 9 de marzo de 2006, un artículo titulado "Evidencias de fusión en burbujas en tela de juicio", Nature entrevistó a varios colegas de Taleyarkhan que sospechaba que algo andaba mal.
El 7 de febrero de 2007, la administración de la Universidad Purdue determinó que "la evidencia no respalda las alegaciones de investigación de mala conducta y que no se investigue más a fondo las denuncias que se justifican." Su informe también decía que "el debate vigoroso y abierto de los méritos de los científicos de esta nueva tecnología es el enfoque más apropiado en el futuro." A fin de verificar que la investigación se llevaba a cabo correctamente, el representante de la Cámara Brad Miller solicitó las copias completas de sus documentos e informes el 30 de marzo de 2007.
En junio de 2008, un equipo multi-institucional incluyendo a Taleyarkhan, publica un artículo en Ingeniería Nuclear y Diseño para "aclarar malentendidos generados por un post de la página de UCLA que sirvió de base para el artículo de Nature en marzo de 2006", de acuerdo a un comunicado de prensa.
El 18 de julio de 2008, la Universidad Purdue anunció que un comité formado por miembros de cinco instituciones había investigado 12 denuncias de investigación de mala conducta contra Rusi Taleyarkhan. Se llegó a la conclusión de que dos denuncias fueron fundadas-que Taleyarkhan había reclamado una confirmación independiente de su trabajo cuando en realidad las confirmaciones aparentes fueron realizadas por los antiguos estudiantes de Taleyarkhan y no era "independiente" tal como Taleyarkhan había dado a entender en forma implícita, y que Taleyarkhan había incluido el nombre de un colega que no había estado involucrado en la investigación ("la única motivación aparante para la adición del Sr. Butt fue un deseo de superar la crítica de un crítico," concluyó el informe). La Universidad Purdue había dicho previamente, en su comunicado de prensa en julio de 2005, que la replicación de Butt era independiente de Taleyarkhan.
Taleyarkhan apeló las conclusiones en el informe, pero la apelación fue rechazada. Él dijo que las dos denuncias de mala conducta tenían que ver con asuntos administrativos triviales y no tenía nada que ver con el descubrimiento de la fusión nuclear en burbujas o de la ciencia subyacente, y que "todas las denuncias de fraude y fabricación han sido consideradas no válidas y sin méritos - lo que confirma la robustez de la ciencia subyacente y de los datos experimentales." Un investigador interrogado por LA Times dijo que el informe no había aclarado sí la fusión en burbujas era real o no, pero que la baja calidad de los trabajos y las dudas emitidas por el informe le hizo perder la credibilidad que Taleyarkhan tenía en la comunidad científica."
El 27 de agosto de 2008, Taleyarkan fue despojado de su cátedra llamada Arden Bement Jr., y se le prohibió ser un director de tesis para estudiantes de postgrados por lo menos durante los próximos tres años.
El 5 de diciembre de 2007, Kimberley-Clark presentaron una solicitud de patente en una celda de fusión termonuclear y mediante el uso de un potencial eléctrico entre la trompeta y la pared celular. Alegaron que los isótopos de hidrógeno se fusionan en un líquido portador, llamado agua y resolvieron los problemas de reproducibilidad de Taleyarkhan en el preámbulo.

### Noticias
- "Bubble Power", Richard T. Lahey Jr., Rusi P. Taleyarkhan & Robert I. Nigmatulin, IEEE Spectrum Magazine, May 2005 — Readable, quantitative, illustrated article
  - "Bubble Fusion Research Under Scrutiny", IEEE Spectrum, May 2006, follow-up on May 2005 article
- R. T. Lahey Jr, R. P. Taleyarkhan, and R. I. Nigmatulin,  Sonofusion — Fact or Fiction? (PDF format)
- "Possible Sound-Induced Nuclear Fusion Posited" Rensselaer Polytechnic Institute Press Release, March 5, 2002
- "Fusion controversy rekindled" BBC News, March 5, 2002
  - "Fusion experiment disappoints" BBC News,  July 2, 2002
- "Evidence bubbles over to support tabletop nuclear Fusion device" Archivado el 4 de junio de 2011 en Wayback Machine. March 2, 2004
- "Sound waves size up sonoluminescence". PhysicsWeb. February 5, 2002
- "Researchers Report Bubble Fusion Results Replicated" Rensselaer Polytechnic Institute Press Release, March 2, 2004
- Harnessing bubbles to trigger nuclear fusion — 22 January 2005, Justin Mullins, New Scientist Magazine Issue 2483 (subscription required)
- Purdue findings support earlier nuclear fusion experiments — New positive bubble/sonofusion findings were detailed in a peer-reviewed paper appearing in the May issue of the journal Nuclear Engineering and Design. (July 12, 2005)
- Bubble fusion takes next hurdle — The potential for cavitation to induce nuclear fusion lets physicists think in new directions of energy production. (July 18, 2005)
- Peplow, M.A.R.K. (10 de enero de 2006). «Desktop fusion is back on the table; Physicist claims to have definitive data, but can they be replicated?». News@nature.com. doi:10.1038/news060109-5.
- "Sonofusion Experiment Produces Results Without External Neutron Source" PhysOrg.com January 27, 2006
- "Using Sound Waves To Induce Nuclear Fusion With No External Neutron Source" (sciencedaily.com, January 31, 2006)
- "Bubble fusion: silencing the hype", Nature online, March 8, 2006 — Nature reveals serious doubts over reports of fusion in collapsing bubbles (subscription required)
- What's New, March 10, 2006 - failed replications
- "Bubble-fusion group suffer setback; Team admits a mix-up with one of their neutron detectors", May 10, 2006, news@nature.com (subscription required)
- "Purdue Bubble Wraps Sonofusion Inquiry Results", June 21, 2006 Photonics.com
- "Introduction to Sonofusion" Archivado el 8 de febrero de 2011 en Wayback Machine. Roger Stringham, October 2006
- "Practical Fusion, or Just a Bubble?", Kenneth Chang, The New York Times, February 27, 2007

- Datos: Q2624879